# 訃報 1986年4月
訃報 1986年4月（ふほう 1986ねん4がつ）では、1986年（昭和61年）4月中に物故した、又は物故が報じられた人物についてまとめる。

## （1日 - 15日）
- 4月2日 - 高倉輝[1]、劇作家・小説家（* 1891年）
- 4月3日 - ピーター・ピアーズ、テノール歌手（* 1910年）
- 4月6日 - 山口豪久（山口暁）[2]、俳優（* 1945年）
- 4月7日 - 萩原光、レーサー（* 1956年）
- 4月7日 - レオニード・カントロヴィチ、数学者・経済学者（* 1912年）
- 4月8日 - 岡田有希子、アイドル（* 1967年）
- 4月14日 - シモーヌ・ド・ボーヴォワール、作家・哲学者（* 1908年）
- 4月15日 - ジャン・ジュネ、作家・詩人（* 1910年）

## （16日 - 30日）
- 4月17日 - 戸田吉蔵、プロ野球選手（* 1913年）
- 4月20日 - 劉寒吉、作家（* 1906年）
- 4月22日 - ミルチャ・エリアーデ、宗教学者（* 1907年）
- 4月24日 - ウォリス・シンプソン、ウィンザー公エドワードの妻（* 1896年）
- 4月25日 - 古賀忠道、恩賜上野動物園園長（* 1903年）